# Mateusz Kochalski
Mateusz Kochalski (Świdnik, 25 luglio 2000) è un calciatore polacco, portiere del Qarabağ.

## Carriera

### Club
Cresciuto nel BKS Lublin, nel 2015 viene acquistato dal Legia Varsavia. Rimarrà con il club fino al 2022: tuttavia, non esordirà mai in prima squadra, tra prestiti a Legionovia Legionowo e Radomiak Radom e due presenze con le riserve. Nel 2022 passa allo Stal Mielec: nella prima stagione non disputerà neanche una partita, per poi conquistare il posto da titolare a partire dal 2023.
Il 15 agosto 2024, Kochalski è passato al club azero del Qarabağ con un contratto triennale, con opzione per un ulteriore anno, per una cifra non divulgata.

### Nazionale
Dal 2015 al 2018 ha giocato per le nazionali Under-16, Under-17, Under-18 e Under-19 polacche.
Nel 2024 risulta nella lista dei preconvocati ad Euro 2024 della Polonia; alla fine non verrà confermato dal CT Michał Probierz poco prima dell'inizio del torneo.